# Partiti adesso
Partiti adesso è un singolo della cantautrice italiana Giusy Ferreri, il secondo estratto dal quinto album in studio Girotondo e pubblicato il 10 marzo 2017.
Fatto sentire in anteprima radiofonica sull'emittente RTL 102.5 (ed in contemporanea su RTL 102.5 TV) durante la trasmissione The Flight il 2 marzo 2017. È stato poi riproposto, sempre in anteprima, durante il programma Radio 2 Social Club sulle frequenze di Rai Radio 2 l'8 marzo 2017.

## Composizione
Prodotto così come tutte le tracce contenute nell'album da Fabrizio Ferraguzzo, Partiti adesso è stato scritto da Tommaso Paradiso (allora frontman dei Thegiornalisti), Dardust e Vanni Casagrande ed è un brano caratterizzato da influenze pop e synthpop. Riguardo al brano, Giusy Ferreri ha dichiarato che:

## Accoglienza
Partiti adesso ha ricevuto recensioni perlopiù positive da parte della critica musicale. Mattia Marzi, per il portale di musica online Rockol, ha definito il brano come «una canzone dal bel piglio pop, semplice, dritta e in pieno stile Thegiornalisti».

## Esibizioni dal vivo
La prima esibizione live di Partiti adesso è stata eseguita dall'artista durante la seconda puntata dell'ottava edizione di Made in Sud mentre la seconda a Domenica in il 2 aprile 2017.
Giusy Ferreri ha poi proposto il brano esibendosi in Piazza del Popolo a Roma durante la prima edizione del Summer Festival il 22, 23 e 24 giugno 2017.

## Tracce
Download digitale
Testi e musiche di Tommaso Paradiso, Dario Faini, Vanni Casagrande.
1. Partiti adesso – 3:14

Download digitale – remix
1. Partiti adesso (Marco Cavax Remix) – 4:00
2. Partiti adesso (Jenny Dee Remix Radio Edit) – 3:12
3. Partiti adesso (Jenny Dee Extended Mix) – 3:53

## Classifiche
| Classifica (2017)         | Posizione massima |
| ------------------------- | ----------------- |
| Italia                    | 51                |
| Italia (airplay)          | 1                 |
| Italia (airplay italiane) | 1                 |